# Ostedes albosparsa
Ostedes albosparsa är en skalbaggsart som först beskrevs av Maurice Pic 1926.  Ostedes albosparsa ingår i släktet Ostedes och familjen långhorningar. Inga underarter finns listade i Catalogue of Life.